# Lomas de Alonso Lázaro
Lomas de Alonso Lázaro är en ort i Mexiko.   Den ligger i kommunen Santiago Tuxtla och delstaten Veracruz, i den sydöstra delen av landet, 400 km öster om huvudstaden Mexico City. Lomas de Alonso Lázaro ligger 9 meter över havet och antalet invånare är 135.
Terrängen runt Lomas de Alonso Lázaro är mycket platt, och sluttar västerut. Runt Lomas de Alonso Lázaro är det ganska tätbefolkat, med 70 invånare per kvadratkilometer. Närmaste större samhälle är Tlapacoyan, 11,5 km nordost om Lomas de Alonso Lázaro. Omgivningarna runt Lomas de Alonso Lázaro är en mosaik av jordbruksmark och naturlig växtlighet.